# Islandstorget (tunnelbanestation)
Islandstorget är en station inom Stockholms tunnelbana belägen i stadsdelen Södra Ängby i Västerort inom Stockholms kommun längs den gröna linjen. Den ligger mellan stationerna Ängbyplan och Blackeberg. Avståndet från station Slussen är 13,3 kilometer. Tunnelbanestationen togs i bruk den 26 oktober 1952 när t-banan Hötorget–Vällingby invigdes, innan dess hade Islandstorget varit ändhållplats för spårvagnarna på Ängbybanan linje 11 sedan den 1 oktober 1944.
Stationen ligger utmed Bergslagsvägen, öster om Blackebergsvägen. Det finns en plattform utomhus med entré i den västra änden från Blackebergsvägen 112–114.

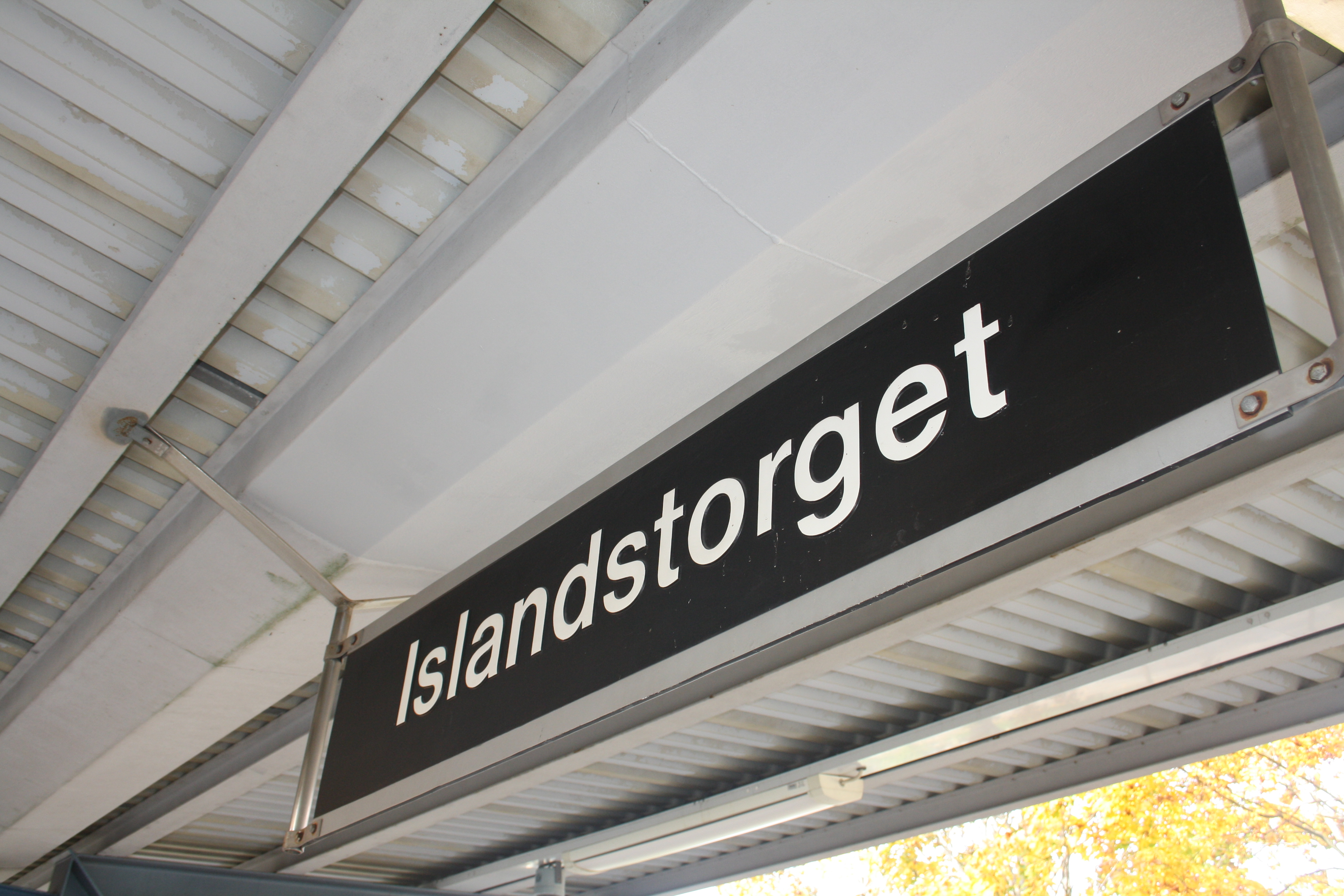
Stationsskylt
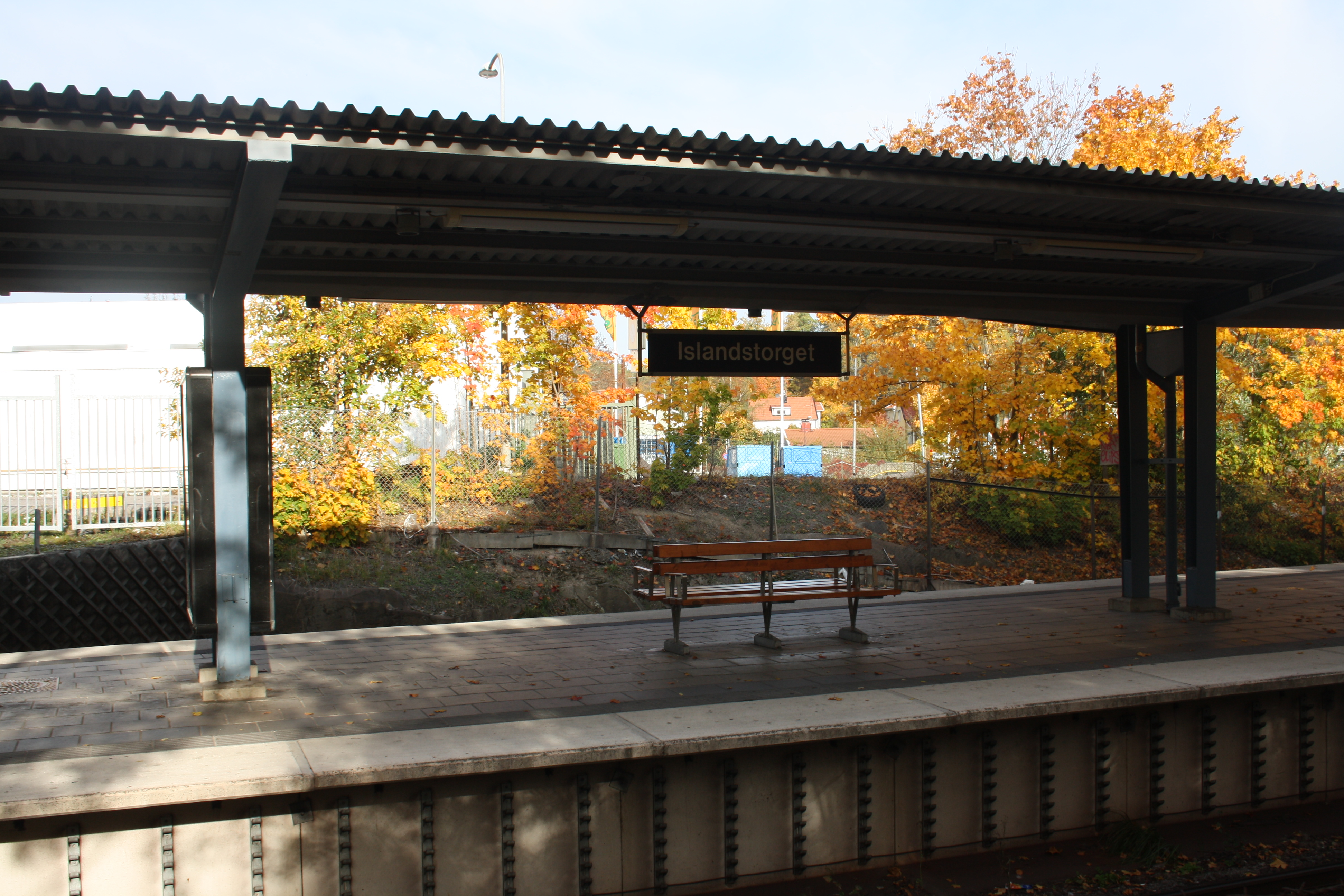
Perrongen
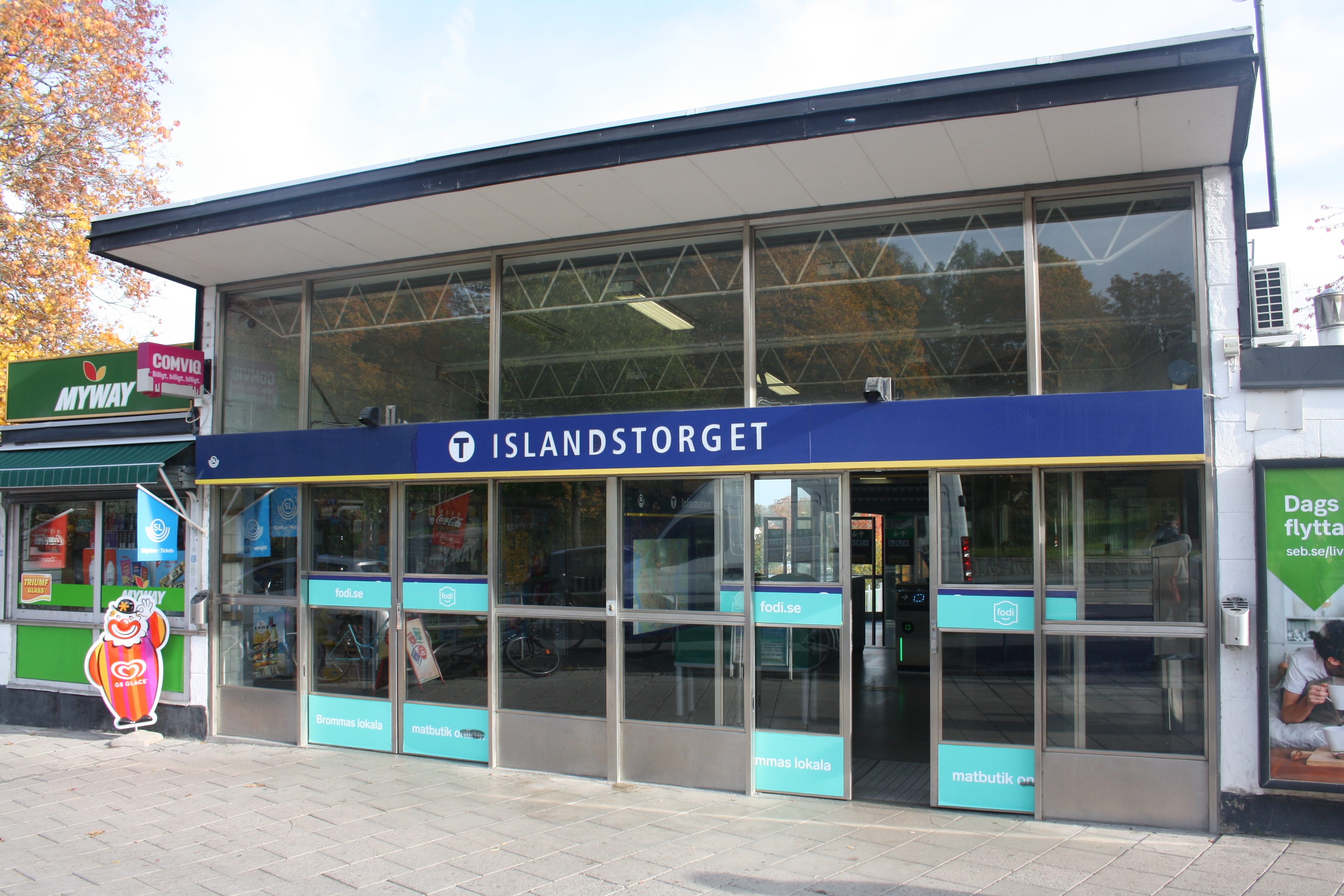
Ingång
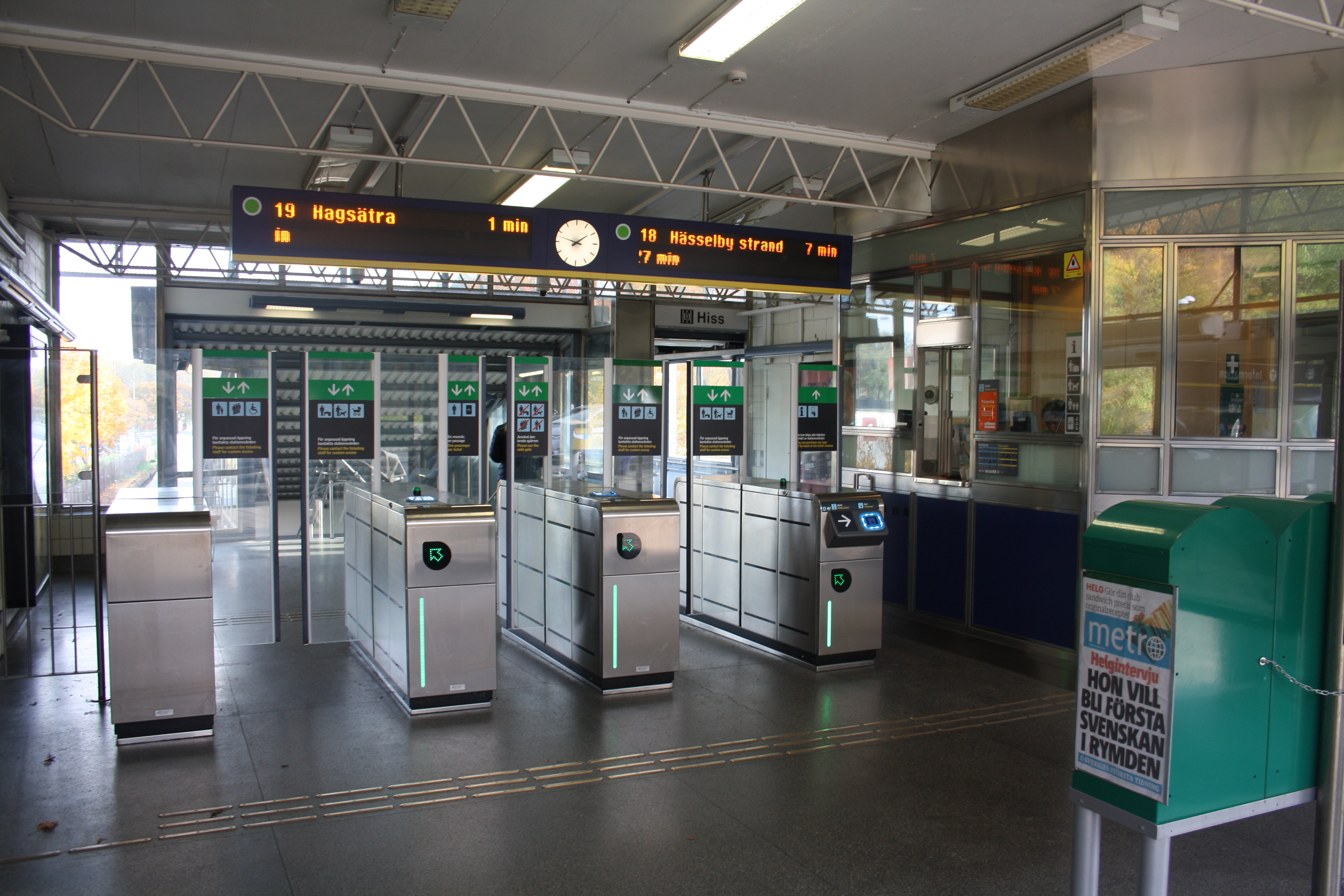
Biljetthallen